# Stjepan Davidov
Stjepan Ivanovitsj Davidov (Moskou, 1777 - aldaar, 10 mei 1825) was een Russisch componist. Hij wordt tezamen met Dmitri Bortnjanski en Stepan Degtjarjov gerekend tot de belangrijkste Russische componisten uit de tijd rond 1800.
Stjepan Davidov studeerde bij de Italiaanse componist Giuseppe Sarti die in  Moskou werkzaam was. Davidov klom op tot de betrekking van algemeen muziekdirecteur te Moskou en dirigent aan de keizerlijke schouwburg. Hij schreef een groot aantal orthodoxe kerkliederen en de opera's Lesta; Die Dnjeprnixe en Rusalka (een Russische bewerking van opera's van F. Kauer).